# Poceapînți, Lîseanka
Poceapînți (în ucraineană Почапинці) este localitatea de reședință a comunei Poceapînți din raionul Lîseanka, regiunea Cerkasî, Ucraina.

## Demografie
Componența lingvistică a localității Poceapînți
     Ucraineană (98,71%)
     Rusă (1,08%)
     Alte limbi (0,14%)
Conform recensământului din 2001, majoritatea populației localității Poceapînți era vorbitoare de ucraineană (98,71%), existând în minoritate și vorbitori de rusă (1,08%).